# Mapučština

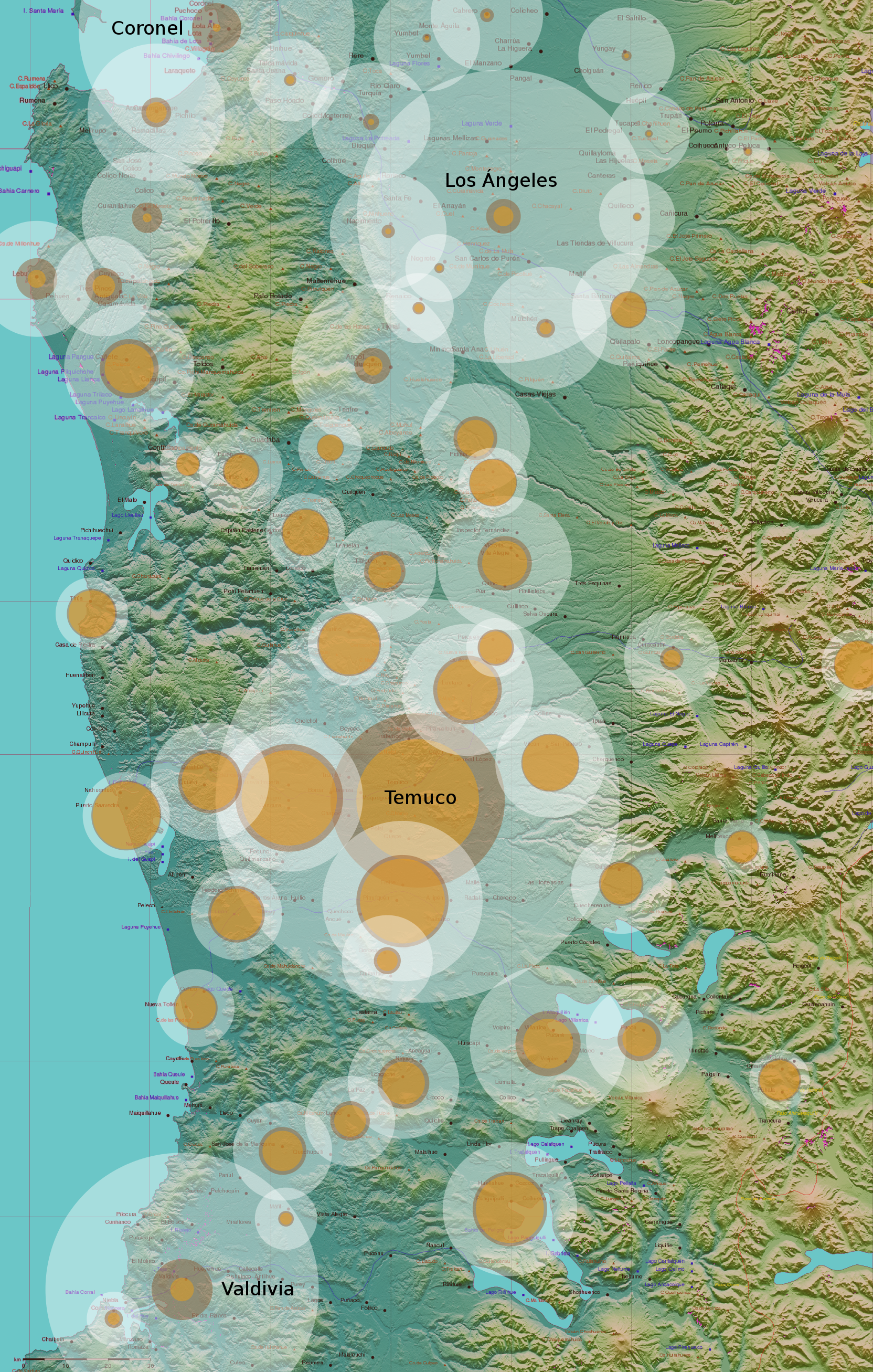
Mapa mapučského osídlení v některých komunách regionů Bío-Bío, Araukánie a Los Ríos (oranžová – městské osídlení, béžová – venkovské osídlení, bílá – ostatní obyvatelé)

Mapučština (mapučsky mapudungun – doslova řeč země, zastarale též araukánština) je jazyk Mapučů – domorodého indiánského etnika žijícího především v Chile (regiony Araukánie a Bío-Bío) a v menší míře též v Argentině. Počet osob hovořících tímto jazykem je odhadován na 100 000 až 200 000 osob, některé zdroje uvádějí až 260 000 mluvčích. OSN dokonce uvádí, že v roce 1975 používalo mapučštinu 440 000 lidí.
Mezi odborníky neexistuje shoda ohledně vztahu mapučštiny k dalším indiánským jazykům, je tak klasifikována jako tzv. izolovaný jazyk, případně jako nezařazený jazyk čekající na prokázaní jasných vazeb, které by ho spojovaly s jinými jazyky. Některá mapučská slova obohatila slovní zásobu lokální varianty španělštiny, zároveň se do mapučštiny dostaly slova původně španělská či kečuánská. ISO 639-3 kód mapučštiny je „arn“.  

## Současný stav
Mapudungun není oficiálním jazykem v Chile ani Argentině a nedostává se mu státní podpory. Není zahrnut v chilském vzdělávacím systém i přesto, že se chilská vláda zavázala zajistit plný přístup ke vzdělání na mapučském území v jižním Chile.[zdroj?] Nicméně od roku 2013 je mapučština společně se španělštinou oficiálním jazykem chilské komuny Galvarino (region Araukánie, přibližně 12 000 obyvatel).
Mapučština má vlastní, kompletní překlad všeobecné deklarace lidských práv. 12. září 2006 byla založena hlavní strana mapučské odnože Wikipedia Inkubátoru, která nyní (červenec 2025) obsahuje přes 540 článků.

## Abeceda
Mapučština nemá unifikovanou podobu zápisu a existuje mnoho různých verzí. Tzv. klasická abeceda obsahuje 23 písmen a 3 spřežky (uvedené pořadí bylo sestaveno jen pro účely článku a není používané).
| výslovnost IPA | [a] | [tʃ] | [θ] | [e] | [ɨ] | [f] | [i] | [k] | [l] | [l̪] | [ʎ] | [m] | [n] | [ɲ] | [ŋ] | [o] | [p] | [ɣ] | [ɻ] | [s] | [ʃ] | [t] | [u] | [ɨ] | [w] | [j] |
| velké          | A   | CH   | D   | E   | Ë   | F   | I   | K   | L   | L·  | LL  | M   | N   | Ñ   | Ƞ   | O   | P   | Q   | R   | S   | SH  | T   | U   | Ü   | W   | Y   |
| malé           | a   | ch   | d   | e   | ë   | f   | i   | k   | l   | l·  | ll  | m   | n   | ñ   | ŋ   | o   | p   | q   | r   | s   | sh  | t   | u   | ü   | w   | y   |

## Ukázky textu

### Všeobecná deklarace lidských práv
| mapučsky | Kom pu mogence kisuzuam mvlekey, kom cegeygvn, logkogeygvn ka piwkegeygvn, nieygvn kimvn fey mew mvley tañi yamniewael ka epuñpvle kejuwael egvn. |
| česky    | Všichni lidé se rodí svobodní a sobě rovní co do důstojnosti a práv. Jsou nadáni rozumem a svědomím a mají spolu jednat v duchu bratrství.        |